# Георгиевский собор (Даневка)
Георгиевский собор — православный собор и памятник архитектуры национального значения между Даневкой и Часновцами.

## История
Постановлением Кабинета Министров УССР от 24.08.1963 № 970 «Про упорядочение дела учёта и охраны памятников архитектуры на территории Украинской ССР» («Про впорядкування справи обліку та охорони пам’ятників архітектури на території Української РСР») присвоен статус памятник архитектуры национального значения с охранным № 848 под названием Георгиевская церковь. Установлена информационная доска.
Входит в комплекс Георгиевской монастыря и является его главной доминантой. Комплекс монастыря также включает такие объекты — памятники архитектуры: Флигель Георгиевского монастыря № 88-Чг, Братский корпус № 89-Чг, Хозяйственное здание № 90-Чг, Стена с воротами № 91-Чг — согласно Распоряжению Черниговской областной государственной администрации от 27.01.2000 № 37.

## Описание
На Черниговщине это один из двух сохранившихся храмов данного типа, другой — Преображенская церковь в Нежине. Имеет интерьер характерный для Киевской Руси, а трёхглавость является характерной украинскому деревянному зодчеству, что делает его одним из лучших примеров украинской архитектуры времён барокко. Входит в комплекс Георгиевского Даневского монастыря и является его главным сооружением. Расположен в междуречье Остра и её притока Старого Остра — между сёлами Даневкой и Часновцами. Непосредственно юго-западнее расположена Троицкая «тёплая» церковь.
Собор начал строиться в 1741 году по указу императрицы Елизаветы Петровны по примеру Вознесенской церкви Флоровского монастыря в Киеве. В 1756 году пострадал от пожара. В 1770 году отстроен на средства киевского полковника Е. Ф. Дарагана.
Каменный, оштукатуренный и побеленный, 3-главый, 3-нефный, крестово-купольный храм. Главы расположены по оси запад-восток. Четыре пилона делят внутренней пространство на три продольных нефа, которые завершаются апсидами. Средний неф втрое шире чем боковые, а средняя апсида граненая снаружи и полуциркульная внутри. Порталы и барабаны украшены лепниной. С трёх сторон перед входом — крытые прямоугольные в плане паперти с двухскатными крышами. Стены украшены пилястрами и венчающим карнизом, окна — профилированными наличниками.
Пострадал во время Великой Отечественной войны. В 1952 году частично реставрирован. В 1995 году монастырь и собор были переданы религиозной общине.